# Dounia Kara
Dounia Kara Hassoun, née le 21 avril 1972, est une athlète algérienne, spécialiste de la marche athlétique.

## Carrière
Elle est médaillée d'or du 5 000 mètres marche aux Championnats d'Afrique d'athlétisme 1992 à Maurice, aux Championnats d'Afrique d'athlétisme 1993 à Durban, aux Jeux africains de 1995 à Harare et aux Championnats d'Afrique d'athlétisme 1996 à Yaoundé. Elle remporte la médaille d'or du 10 km marche aux Championnats panarabes d'athlétisme 1993 à Lattaquié et aux Championnats panarabes d'athlétisme 1995 au Caire.
Elle est médaillée d'argent du 5 000 mètres marche aux Championnats d'Afrique d'athlétisme 1998 à Dakar, médaillée d'argent du 10 km marche aux Jeux panarabes de 2004 à Alger, médaillée de bronze du 5 000 mètres marche aux Jeux africains de 1991 au Caire et médaillée de bronze du 10 km marche aux Championnats d'Afrique d'athlétisme 2000 à Alger.

## Palmarès
| Date | Compétition              | Lieu      | Résultat | Épreuve        | Temps           |
| ---- | ------------------------ | --------- | -------- | -------------- | --------------- |
| 1991 | Jeux africains           | Caire     | 3e       | 5 000 m marche | 25 min 27 s 03  |
| 1992 | Championnats d'Afrique   | Maurice   | 1er      | 5 000 m marche | 24 min 57 s 02  |
| 1992 | Jeux panarabes           | Damas     | 1er      | 10 km marche   | 55 min 29 s 0   |
| 1993 | Championnats d'Afrique   | Durban    | 1er      | 5 000 m marche | 24 min 33 s 56  |
| 1993 | Championnats panarabes   | Lattaquié | 1er      | 10 km marche   | 55 min 32 s 34  |
| 1993 | Championnats du monde    | Stuttgart | 45e      | 10 km marche   | 51 min 33 s 0   |
| 1995 | Jeux africains           | Harare    | 1er      | 5 000 m marche | 23 min 54 s 4   |
| 1995 | Championnats panarabes   | Caire     | 1er      | 10 km marche   | 51 min 11 s 3   |
| 1996 | Championnats d'Afrique   | Yaoundé   | 1er      | 5 000 m marche | 23 min 15 s 8   |
| 1998 | Championnats d'Afrique   | Dakar     | 2e       | 5 000 m marche | 25 min 17 s 17  |
| 2000 | Championnats d'Afrique   | Alger     | 3e       | 10 km marche   | 50 min 55 s 0   |
| 2004 | Jeux panarabes           | Alger     | 2e       | 10 km marche   | 53 min 56 s 0   |
| 2004 | Coupe du monde de marche | Naumbourg | 73e      | 20 km marche   | 1 h 44 min 06 s |

### Records
Elle détient 4 records d'Algérie non encore égalés jusqu'aujourd'hui (2021) :
- 3 km (13 min 13 s 1, établi le 03.05.1996),
- 5 km (23 min 15 s 8, établi en juillet 1996),
- 10 km sur piste (46 min 48 s 0, établi le 21.04.1995),
- 10 km sur route (48 min 43 s 3, établi le 09.05.2001)